# Dicranomyia (Dicranomyia) calliergon polygrapha
Dicranomyia (Dicranomyia) calliergon polygrapha is een ondersoort van de tweevleugelige Dicranomyia (Dicranomyia) calliergon uit de familie steltmuggen (Limoniidae). De ondersoort komt voor in het Neotropisch gebied.